# Anisopteromalus apiovorus
Anisopteromalus apiovorus är en stekelart som beskrevs av Jean-Yves Rasplus 1988. Anisopteromalus apiovorus ingår i släktet Anisopteromalus och familjen puppglanssteklar.
Artens utbredningsområde är Elfenbenskusten. Inga underarter finns listade i Catalogue of Life.